# سیم پوهلاک
سیم پوهلاک (استونیایی: Siim Pohlak؛ زادهٔ ۱ ژانویهٔ ۱۹۸۵) سیاستمدار و نماینده مجلس اهل استونی است.